# James Neal
James Neal (Kanada, Ontario, Whitby, 1987. szeptember 3. –) U20-as világbajnok és felnőtt világbajnoki ezüstérmes kanadai válogatott jégkorongozó.

## Karrier
Komolyabb junior karrierjét az OPJHL-es Bowmanville Eaglesben kezdte 2003–2004-ben és még ennek a szezonnak a végén felkerült az OHL-es Plymouth Whalersbe. A 2005-ös NHL-drafton a Dallas Stars választotta ki a második kör 33. helyén. Az OHL-ben egészen 2007-ig játszott ugyan abban a csapatban. Legjobb idényében 65 pontot szerzett 45 mérkőzésen. A következő szezonban már az American Hockey LeagueAHL-es Iowa Starsban játszott. 2008–2009-ben pedig felhívták az NHL-be, a Dallasba és teljes idényt itt töltötte és mindössze öt mérkőzésről hiányzott, mert azokat az AHL-es Manitoba Moose-ban játszotta le. A 2009–2010-es idénye már 27 gólt ütött és 55 pontot szerzett de a csapattal így sem tudott bejutni a rájátszásba. A 2010–2011-es szezonban 59 mérkőzésen már 21 gólt ütött, amikor az átigazolási időszak lejárta előtt február 21-én Matt Niskanennel együtt a Pittsburgh Penguinshez került Alex Goligoskiért. 2014. március 20-án súlyos szabálytalanságot követett el a Detroit Red Wings fiatal centere, Luke Glendening ellen. A bírók csak kisbüntetést adtak neki (2 perc), viszont a Liga 5000$-os pénzbírságra kötelezte

## Nemzetközi szereplés
Első válogatottbeli szereplése a 2005-ös U18-as jégkorong-világbajnokság volt, ahol ezüstérmes lett. Részt vett a kanadai-válogatottal a 2007-es U20-as jégkorong-világbajnokságon, ahol aranyérmes lett a csapattal. Meghívták a 2009-es IIHF jégkorong-világbajnokságra, mely az első felnőtt világversenye volt. Csak három mérkőzést játszott és ezüstérmes lett. Legközelebb a 2011-es IIHF jégkorong-világbajnokságon vett részt, mint válogatott kerettag. A csapat az 5. helyen végzett.

## Díjai

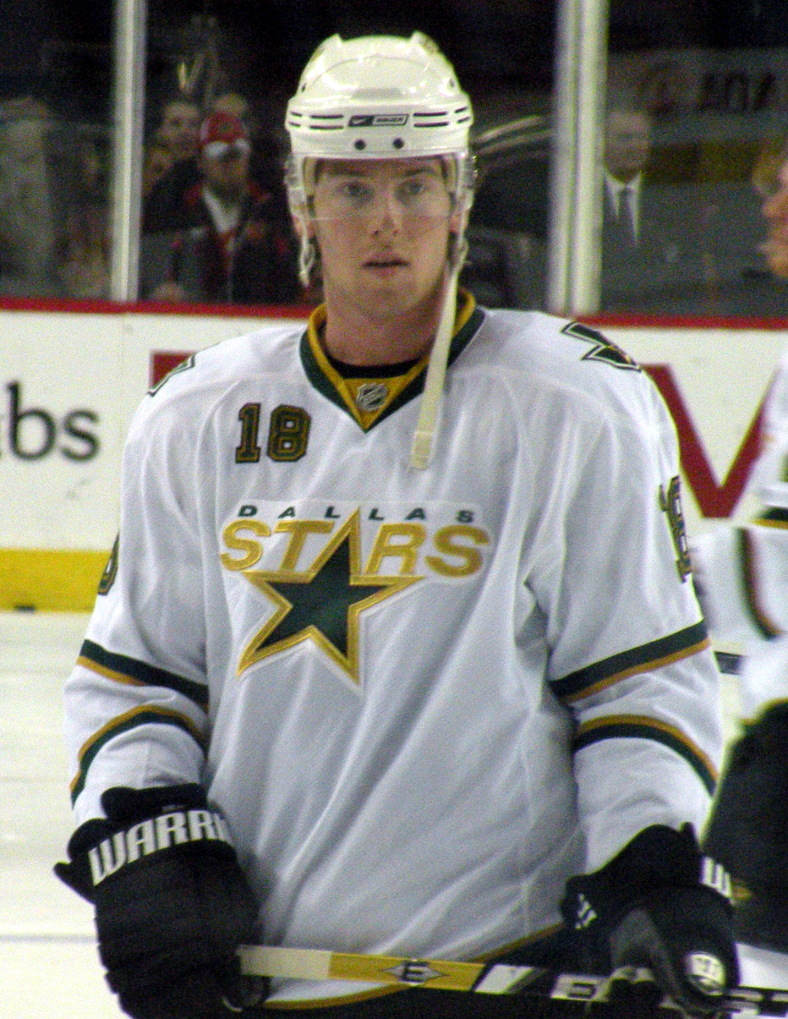
James Neal még a Dallas Stars színeiben

- U18-as jégkorong-világbajnokság ezüstérem: 2005
- OHL Első All-Star Csapat: 2007
- CHL Második All-Star Csapat: 2007
- U20-as jégkorong-világbajnoki aranyérem: 2007
- Világbajnoki ezüstérem: 2009
- Young Stars Gála: 2009
- NHL All-Star Gála: 2012, 2016, 2018

## Karrier statisztika

### Klubcsapat
| 2003–2004       | Bowmanville Eagles       | OPJHL           | 43  | 28  | 27  | 55  | 54  | —   | —  | —  | —  | —  |
| 2003–2004       | Plymouth Whalers         | OHL             | 9   | 2   | 4   | 6   | 0   | —   | —  | —  | —  | —  |
| 2004–2005       | Plymouth Whalers         | OHL             | 67  | 18  | 26  | 44  | 32  | 4   | 1  | 1  | 2  | 6  |
| 2005–2006       | Plymouth Whalers         | OHL             | 66  | 21  | 37  | 58  | 109 | 13  | 9  | 7  | 16 | 33 |
| 2006–2007       | Plymouth Whalers         | OHL             | 45  | 27  | 38  | 65  | 94  | 9   | 7  | 4  | 11 | 32 |
| 2007–2008       | Iowa Stars               | AHL             | 62  | 18  | 19  | 37  | 63  | —   | —  | —  | —  | —  |
| 2008–2009       | Dallas Stars             | NHL             | 77  | 24  | 13  | 37  | 51  | —   | —  | —  | —  | —  |
| 2008–2009       | Manitoba Moose           | AHL             | 5   | 4   | 1   | 5   | 2   | —   | —  | —  | —  | —  |
| 2009–2010       | Dallas Stars             | NHL             | 78  | 27  | 28  | 55  | 64  | —   | —  | —  | —  | —  |
| 2010–2011       | Dallas Stars             | NHL             | 59  | 21  | 18  | 39  | 60  | —   | —  | —  | —  | —  |
| 2010–2011       | Pittsburgh Penguins      | NHL             | 20  | 1   | 5   | 6   | 6   | 7   | 1  | 1  | 2  | 6  |
| 2011–2012       | Pittsburgh Penguins      | NHL             | 80  | 40  | 41  | 81  | 87  | 5   | 2  | 4  | 6  | 12 |
| 2012–2013       | Pittsburgh Penguins      | NHL             | 40  | 21  | 15  | 36  | 26  | 13  | 6  | 4  | 10 | 8  |
| 2013–2014       | Pittsburgh Penguins      | NHL             | 59  | 27  | 34  | 61  | 26  | 13  | 2  | 2  | 4  | 24 |
| 2014–2015       | Nashville Predators      | NHL             | 67  | 23  | 14  | 37  | 57  | 6   | 4  | 1  | 5  | 8  |
| 2015–2016       | Nashville Predators      | NHL             | 82  | 31  | 27  | 58  | 65  | 14  | 4  | 4  | 8  | 8  |
| 2016–2017       | Nashville Predators      | NHL             | 70  | 23  | 18  | 41  | 35  | 22  | 6  | 3  | 9  | 14 |
| 2017–2018       | Vegas Golden Knights     | NHL             | 71  | 25  | 19  | 44  | 24  | 20  | 6  | 5  | 11 | 12 |
| 2018–2019       | Calgary Flames           | NHL             | 63  | 7   | 12  | 19  | 28  | 4   | 0  | 0  | 0  | 0  |
| 2019–2020       | Edmonton Oilers          | NHL             | 55  | 19  | 12  | 31  | 12  | 4   | 2  | 1  | 3  | 0  |
| 2020–2021       | Edmonton Oilers          | NHL             | 29  | 5   | 5   | 10  | 11  | 2   | 0  | 0  | 0  | 0  |
| 2021–2022       | St. Louis Blues          | NHL             | 19  | 2   | 2   | 4   | 0   | —   | —  | —  | —  | —  |
| 2021–2022       | Springfield Thunderbirds | AHL             | 28  | 14  | 12  | 26  | 10  | 17  | 4  | 8  | 12 | 10 |
| OHL összesített | OHL összesített          | OHL összesített | 187 | 69  | 105 | 174 | 235 | 26  | 17 | 12 | 29 | 71 |
| NHL összesített | NHL összesített          | NHL összesített | 869 | 296 | 263 | 559 | 581 | 110 | 33 | 25 | 58 | 92 |

### Válogatott
| Év                  | Csapat              | Esemény               | Eredmény            |    | MSz | G | A | P  | B |
| ------------------- | ------------------- | --------------------- | ------------------- | -- | --- | - | - | -- | - |
| 2005                | Kanada              | U18-as világbajnokság | Ezüstérem           | 6  | 1   | 1 | 2 | 6  |   |
| 2007                | Kanada              | U20-as világbajnokság | Aranyérem           | 6  | 0   | 0 | 0 | 8  |   |
| 2009                | Kanada              | Világbajnokság        | Ezüstérem           | 3  | 1   | 2 | 3 | 2  |   |
| 2011                | Kanada              | Világbajnokság        | 5. hely             | 6  | 2   | 3 | 5 | 10 |   |
| Junior összesített  | Junior összesített  | Junior összesített    | Junior összesített  | 12 | 1   | 1 | 2 | 14 |   |
| Felnőtt összesített | Felnőtt összesített | Felnőtt összesített   | Felnőtt összesített | 9  | 3   | 5 | 8 | 12 |   |